# Phaseolus leucanthus
Phaseolus leucanthus là một loài thực vật có hoa trong họ Đậu. Loài này được Piper miêu tả khoa học đầu tiên.